# Leo Gullotta
Salvatore Leopoldo Gullotta (Catania, Sicilia; 9 de enero de 1946), más conocido como Leo Gullotta, es un actor, actor de voz, comediante y escritor italiano, ganador del Nastro d'argento y del David de Donatello. 

## Biografía
Gullotta comenzó su carrera como figurante en el Teatro Massimo Bellini. En su larga carrera como actor, Leo Gullotta ha participado en cerca de 100 películas y en numerosos espectáculos y series de ficción para la televisión. También ha actuado en muchas obras de teatro, y fue parte de la compañía teatral "Il Bagaglino".
En 1987 ganó su primer David di Donatello al mejor actor secundario por su papel en El profesor por Giuseppe Tornatore, y más tarde trabajó con Tornatore cuatro veces más. 
En 1989 participó en el papel de Usher en Cinema Paradiso (Nuovo Cinema Paradiso).
En 1997 y 2000 ganó dos más David di Donatello al mejor actor secundario , para las películas dirigidas por Maurizio Zaccaro Il carniere y Un uomo perbene. También ha ganado dos Nastro d'argento al mejor actor de reparto, en 1984 por Me envía Picone de Nanni Loy y en 2001 por Vajont: Presa Mortal de Renzo Martinelli.

## Filmografía seleccionada
- 1977: Escuadra antiestafa
- 1977: La doctora arma el lío
- 1980: Café Express
- 1980: Stark System
- 1981: La profesora de educación sexual
- 1982: El paramédico
- 1983: Me envía Picone
- 1986: El profesor
- 1989: Scugnizzi
- 1989: Cinema Paradiso
- 1993: Pacco, doppio pacco e contropaccotto
- 1994: En qué punto está la noche
- 1995: Palla di neve
- 1995: Hombres, hombres, hombres
- 1995: L'uomo delle stelle
- 2000: Scarlet Diva
- 2001: Vajont: Presa Mortal
- 2005: El corazón en el pozo
- 2009: Baarìa
- 2014: Italo Barocco